# Bombylius lusitanicus
Bombylius lusitanicus är en tvåvingeart som beskrevs av Johann Wilhelm Meigen 1830. Bombylius lusitanicus ingår i släktet Bombylius och familjen svävflugor.
Artens utbredningsområde är Portugal. Inga underarter finns listade i Catalogue of Life.